# Katsuragi (portaerei)
La Katsuragi fu una portaerei della Marina imperiale giapponese, varata nel 1944 come terza e ultima unità della classe Unryu.
Entrata in servizio durante le fasi finali della seconda guerra mondiale, la nave non divenne mai completamente operativa in quanto priva di un gruppo di volo a lei assegnato, trascorrendo gli ultimi mesi di guerra ferma all'ancora nel porto di Kure dove fu più volte bombardata dagli aerei della United States Navy. Sopravvissuta alla guerra, la Katsuragi fu impegnata nelle missioni di rimpatrio dei soldati giapponesi fino alla sua radiazione dai ranghi della Marina nel novembre 1946; lo scafo fu infine venduto per la demolizione nel dicembre seguente.

## Storia

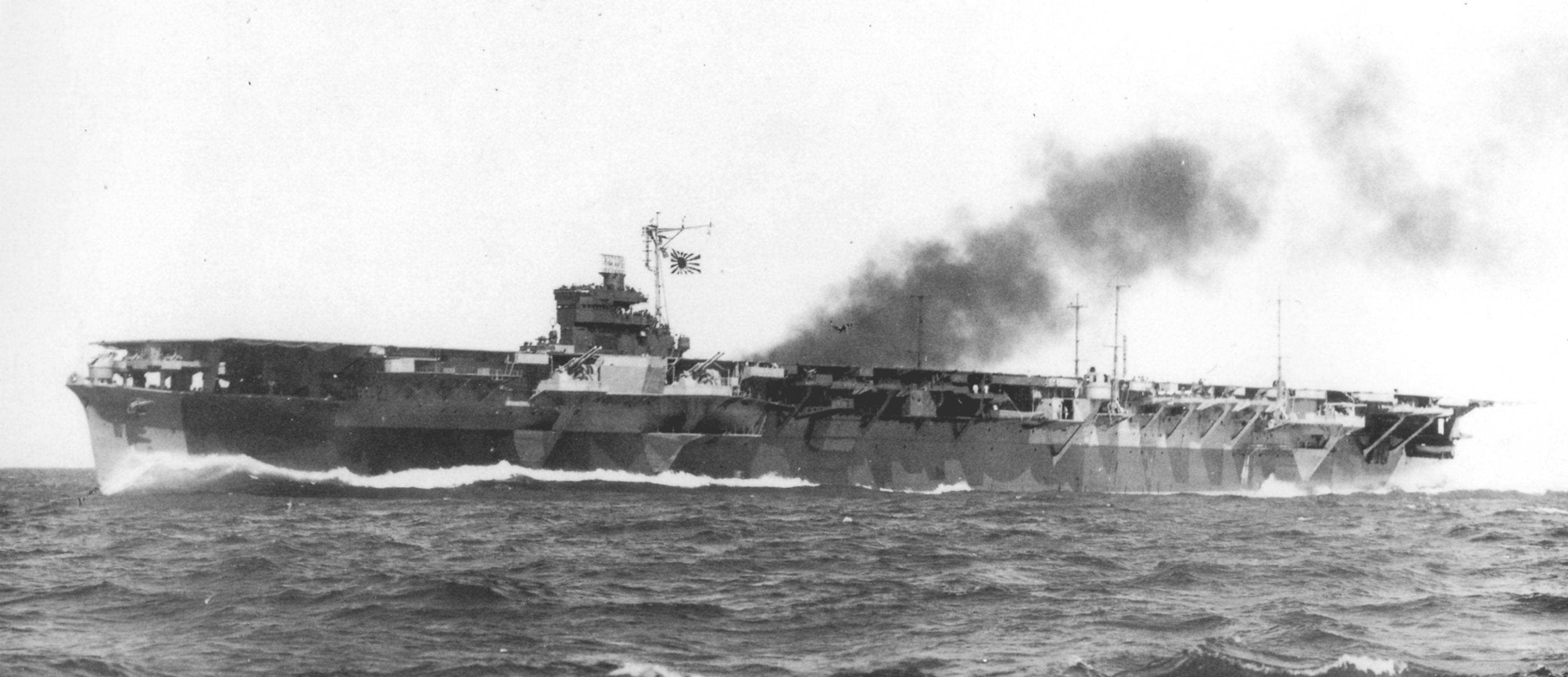
La nave in navigazione nel 1944

La nave fu ordinata il 25 giugno 1942, sotto la designazione provvisoria di #5003, come parte del quinto programma di costruzioni navali del 1942, un massiccio programma volto a rimpiazzare le perdite patite dal Giappone nella battaglia delle Midway e concentrato per l'appunto nella realizzazione di nuove portaerei; la nuova unità sarebbe stata una delle 16 progettate portaerei della classe Unryu, delle quali però solo tre sarebbero state completate prima della fine della guerra.
La nave fu quindi impostata l'8 dicembre 1942 nei cantieri dell'Arsenale navale di Kure, per poi essere varata il 19 gennaio 1944 con il nome di Katsuragi in onore dell'omonima montagna del Giappone meridionale; l'unità fu quindi immessa in servizio il 15 ottobre 1944. Inizialmente la nave fu trasferita in diversi porti del Mare interno di Seto prima di arrivare a Kure il 15 febbraio 1945; qui la nave fu sottoposta a estesi lavori di camuffamento e il suo ponte di volo fu ricoperto di finti alberi, strade e case, anche se l'armamento antiaereo fu lasciato in perfetta efficienza. Il gruppo di volo che doveva equipaggiare la Katsuragi, il 601º Gruppo aereo, era in quel momento impegnato nella battaglia di Iwo Jima, impedendo che la nave potesse operare pienamente come portaerei. Il 19 marzo la nave fu coinvolta nel pesante bombardamento di Kure da parte della flotta di portaerei statunitense: aerei della Task Force 58 colpirono la Katsuragi con diversi razzi, provocando danni leggeri oltre a un morto e tre feriti tra l'equipaggio. Cinque giorni più tardi, la portaerei fu ormeggiata in maniera semi-permanente presso l'isola di Mitsukojima nella rada di Kure, e sottoposta a nuovi estesi interventi di camuffamento. Il 20 aprile il capitano Toshio Miyazaki fu designato come comandante della Katsuragi.
Aerei della Task Force 38 statunitense attaccarono nuovamente la nave il 24 luglio come parte di un nuovo grande raid aereo su Kure, e una bomba da 230 chilogrammi centrò una delle postazioni antiaeree della Katsuragi sul lato di sinistra: tredici uomini rimasero uccisi e altri cinque feriti, ma i danni materiali furono ridotti. Una seconda incursione aerea il 28 luglio causò danni maggiori: una bomba da 910 chilogrammi penetrò il ponte di volo e detonò nell'hangar superiore tra i due elevatori; l'esplosione distrusse una sezione della paratia di sinistra dell'hangar lunga più di sei metri, e le altre paratie dell'hangar superiore furono perforate numerose volte dalle schegge. Il ponte di volo tra i due elevatori si gonfiò e deformò, e una sua sezione fu scagliata in aria e gettata sul lato di dritta per atterrare tra i due fumaioli. Nonostante l'estensione dei danni, l'esplosione causò solo 13 morti e 12 feriti tra l'equipaggio.

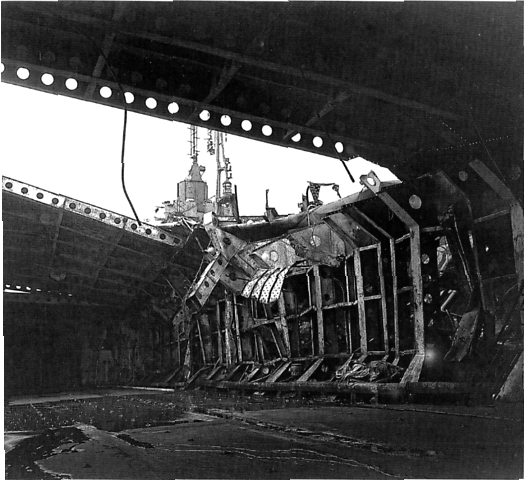
L'hangar superiore della Katsuragi dopo il bombardamento del 28 luglio 1945

La Katsuragi sopravvisse alla guerra senza riportare altri danni, e il 13 ottobre fu assegnata, dopo le dovute riparazioni, al rimpatrio dei soldati giapponesi rimasti oltremare; l'equipaggio della nave fu ridotto a solo 12 ufficiali e 41 tra sottufficiali e marinai, ancora agli ordini del comandante Miyazaki. I danni riportati dall'hangar nell'incursione del 28 luglio furono riparati sommariamente in modo che esso potesse dare rifugio a circa 5.000 persone, e la Katsuragi compì il suo primo viaggio fuori dalle acque giapponesi a partire dal 19 dicembre toccando Minamidaitō, Rabaul e l'Australia per imbarcare soldati e civili nipponici da riportare in patria. Dopo il suo rientro furono necessari nuovi lavori di riparazione per migliorare la sua tenuta della pioggia. I lavori furono completati il 15 gennaio 1946, e nel corso dei primi mesi dell'anno la Katsuragi compì diversi viaggi per riportare in patria cittadini giapponesi prima di essere posta in riserva in aprile. 
La Katsuragi fu cancellata dai registri navali della Marina giapponese il 15 novembre 1946 e messa a disposizione del ministero dell'Interno cinque giorni più tardi. La nave fu quindi venduta per la demolizione il 22 dicembre 1946, e i lavori di smantellamento furono completati il 30 novembre 1947 presso i cantieri della Hitachi Zosen Corporation di Osaka.